# Alexander Bach
Barun Aleksandar von Bach (njem. Alexander Freiherr von Bach; Loosdorf, 4. siječnja 1813. - Schöngrabern, 12. studenog 1893.) austrijski političar. Ministar je unutarnjih poslova od 1849. Nosilac apsolutističke i centralističke politike bečkoga dvora (Bachov apsolutizam) sve do 1859., kada ga je, poslije poraza Austrije u ratu s Francuskom, car Franjo Josip I. otpustio. Od 1859. austrijski poslanik u Vatikanu.

## Životopis
Najveći mu je politički doprinos uvođenje institucije centralizirane političke kontrole na početku i za vrijeme vladavine Franje Josipa I. U vladi Austrije služio je kao ministar pravosuđa u razdoblju od 1848. – 1849. i kasnije kao ministar unutrašnjih poslova od 1849. do 1859. Poznat kao liberalni odvjetnik, prvo je dobio nadimak ministar barikada, ali je postupno usvojio konzervativne nazore. Poslije smrti Felixa od Schwarzenberga 1852. godine, on je praktično sam diktirao politiku Austro-Ugarske. Bach je centralizirao administrativnu politiku Austrijskog carstva, ali je smanjio slobodu tiska i ukinuo javne sudove. Po njemu se taj dio hrvatske povijesti često naziva Bachovim apsolutizmom.
Na drugoj strani privreda je dobila više slobode, te je od 1850. godine bila u uzlaznoj putanji. Carine su u to vrijeme bile ukinute.